# Sea Change
Sea Change är Becks åttonde album från 2002.
Albumet spelades in under en tvåmånadersperiod vid Ocean Way Studios i Los Angeles med Nigel Godrich som producent. Låtarna "Lost Cause" och "Guess I'm Doing Fine" släpptes som singlar.

## Låtlista
Samtliga låtar skrivna av Beck.
Sida ett
1. "The Golden Age" - 4:35
2. "Paper Tiger" - 4:35
3. "Guess I'm Doing Fine" - 4:51

Sida två
1. "Lonesome Tears" - 5:36
2. "Lost Cause" - 3:48
3. "End of the Day" - 5:03

Sida tre
1. "It's All in Your Mind" - 2:53
2. "Round the Bend" - 5:15
3. "Already Dead" - 2:59

Sida fyra
1. "Sunday Sun" - 4:43
2. "Little One" - 4:27
3. "Side of the Road" - 3:18